# Hochriesbahn

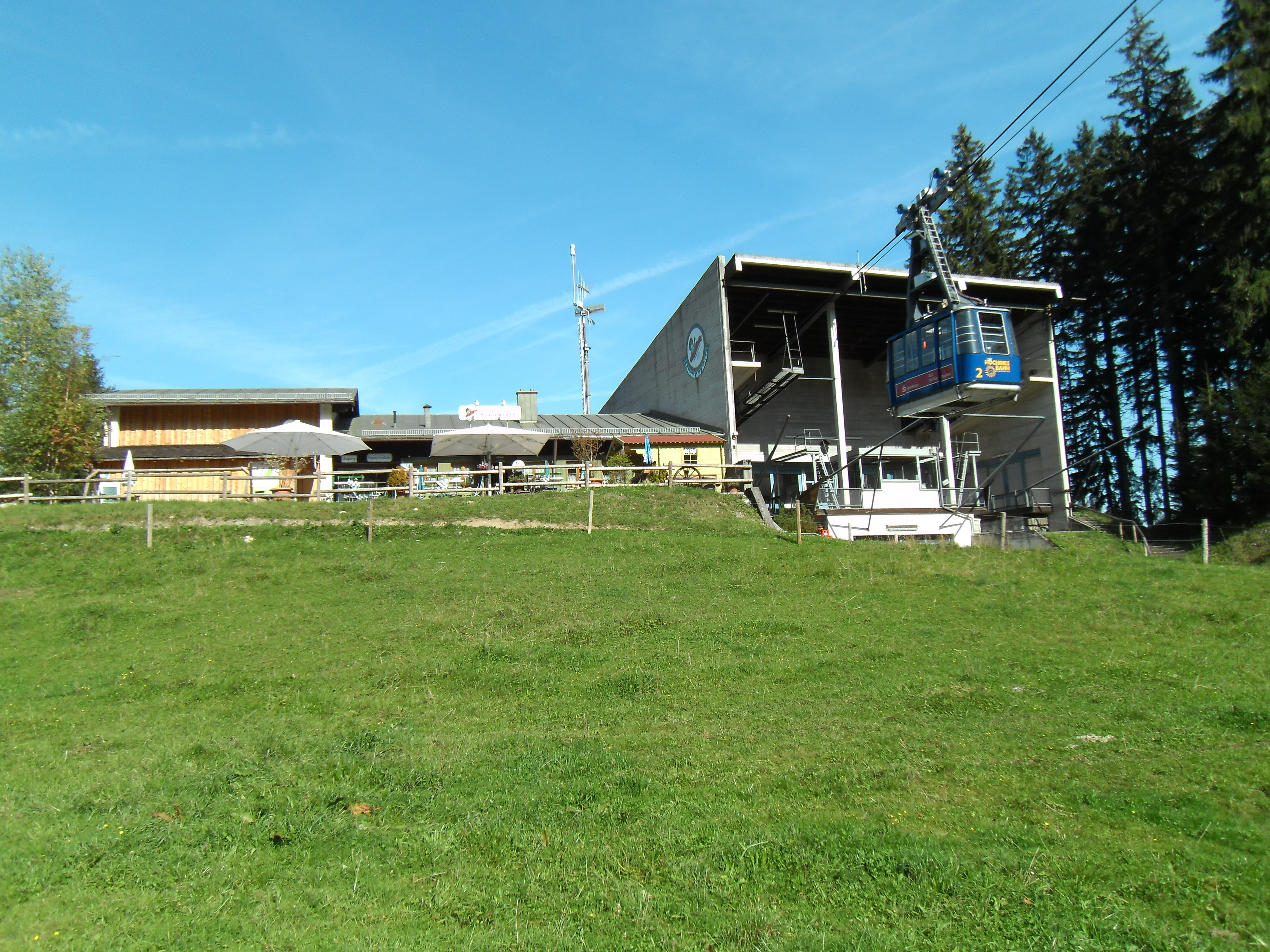
Mittelstation, links daneben eine Gaststätte mit Terrasse.

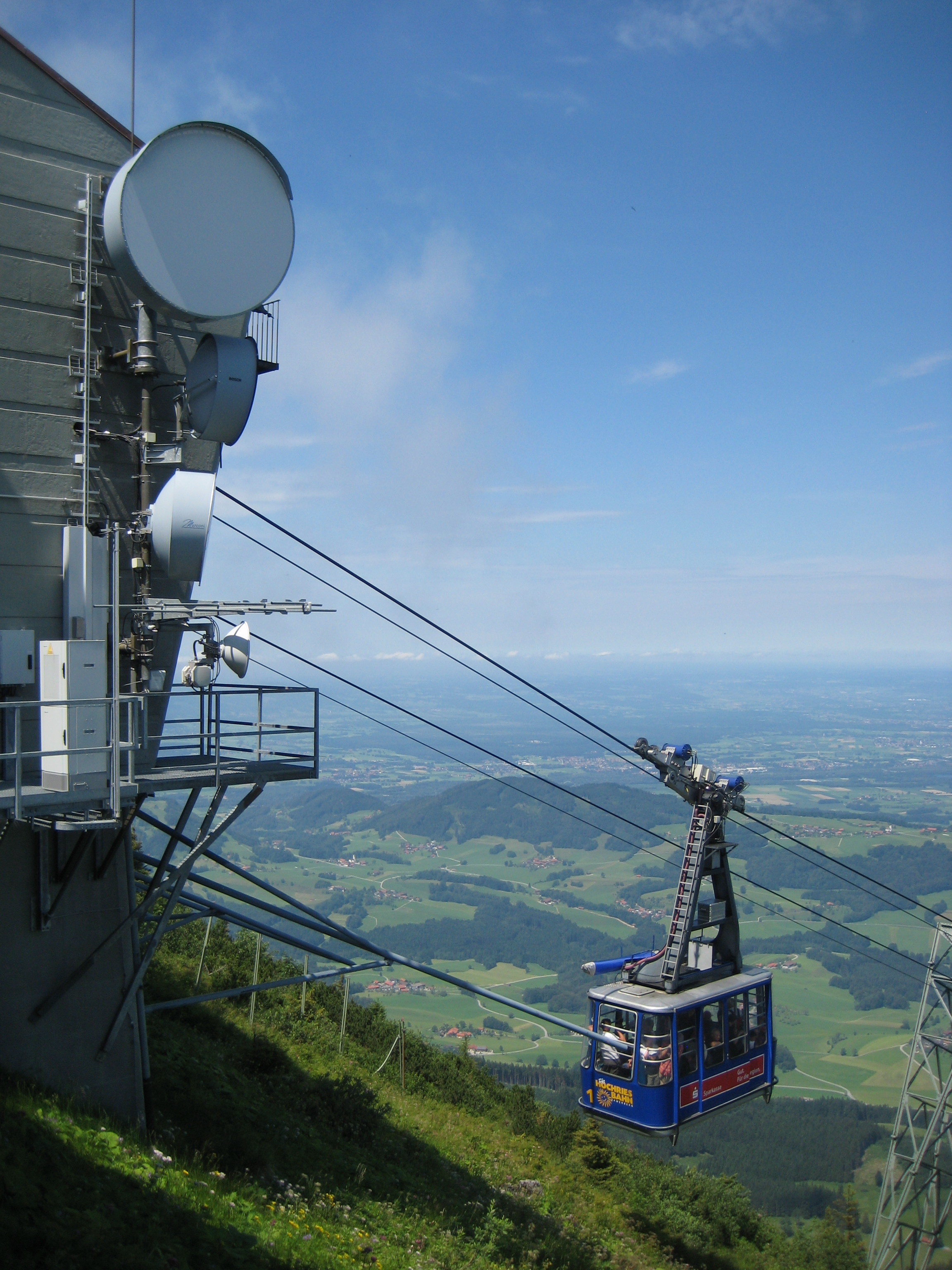
Gondel kurz vor der Einfahrt in die Bergstation.

Die Hochriesbahn ist eine Luftseilbahn von der Ebenwaldalm (Grainbach, Gemeinde Samerberg) zum Hochriesgipfel in den deutschen Chiemgauer Alpen.
Die Seilbahn wurde 1972/73 als zweispurige Zweiseil-Großkabinen-Pendelbahn der Bauart Bleichert-Zuegg durch Pohlig-Heckel-Bleichert gebaut.
Sie verbindet die Mittelstation (bis dahin eine Einsitz-Sessellift) auf 916 m NN mit  der Bergstation auf 1542 m. Die Bahn legt die Höhendifferenz von 626 m auf einer Länge von 1725 m während einer Fahrzeit von rund sieben Minuten zurück, was einer Geschwindigkeit von ca. 4 m/s entspricht. Der Ausgangspunkt der Seilbahn an der  Mittelstation kann von der Talstation am öffentlichen Parkplatz von Grainbach aus mit einem Sessellift erreicht werden. Der Fahrkartenverkauf findet sowohl an der Talstation als auch an der Mittelstation und an der Bergstation statt.
Seit 2009 sind die Gemeinde Samerberg und die Sektion Rosenheim des Deutschen Alpenvereins Eigentümer der Hochriesbahn.
Die Bahn besitzt zwei Kabinen für je 50 Personen und den Kabinenbegleiter und kann ca. 600 Personen pro Stunde befördern. Über diese Aufstiegshilfe ist der Gipfel und die Hochrieshütte erreichbar. Die Technik der Pendelbahn wurde zuletzt zwischen Ende 2019 und bis Mitte 2021 umfangreich erneuert und die Steuerungstechnik auf den neuesten Stand gebracht.

## Technische Daten
- Anzahl der Stützen: 1 (15,5 m Höhe)
- Durchmesser der beiden Tragseile: 50 mm / 199 Drähte (1900 m lang)
- Durchmesser des Zug- und Gegenseils 29 mm / 114 Drähte (3600 m lang)
- Anzahl der Kabinen: 2 (50 + 1 Person oder 925 kg Zuladung)
- Fahrgeschwindigkeit stufenlos 0,25 bis 10 m/s
- schräge Länge 1410 m[2]